# Juli Poliè
Juli Poliè (en llatí Julius Polyaenus, en grec Ιούλιος Πολύαινος) va ser un poeta grec autor de quatre epigrames inclosos a l'antologia grega, en un dels quals se l'esmenta com Poliè de Sardes, i als altres tres com Juli Poliè.
També seria el Poliè de Sardes sofista del que parla Suides, que diu que va viure en temps de Juli Cèsar i que va escriure Λόγοι δικανικοὶ καὶ δικω̂ν ἤτοι συνηγοριω̂ν ὑποτυπώσεις, i Θριάμβου Παρθικου̂ βιβλία γ́, la darrera obra probablement referida a les victòries sobre els parts del romà Ventidi.